# 红花远志
红花远志（学名：Polygala tricholopha），为远志科远志属下的一个种。

## 扩展阅读
維基物種上的相關：红花远志